# Dág
Dág is een plaats (község) en gemeente in het Hongaarse comitaat Komárom-Esztergom. Dág telt 993 inwoners (2001).